# Timmerberget
Timmerberget este o arie protejată (arie specială de conservare — SAC, sit de importanță comunitară — SCI) din Suedia întinsă pe o suprafață de 3,8 ha, integral pe uscat.

## Localizare
Centrul sitului Timmerberget este situat la coordonatele 65°46′14″N 21°58′37″E / 65.7706°N 21.9769°E.

## Înființare
Situl Timmerberget a fost declarat sit de importanță comunitară în iunie 2001 pentru a proteja 1 specie de plante. Situl a fost protejat și ca arie specială de conservare în martie 2011.

## Biodiversitate
Situată în ecoregiunea boreală, aria protejată conține 2 habitate naturale: Păduri fino-scandinave bogate în ierburi cu Picea abies, Taiga vestică.
La baza desemnării sitului se află o specie protejată de  plante: papucul doamnei (Cypripedium calceolus).